# 스티븐 런스퍼드
스티븐 런스퍼드(Stephen Lunsford, 1989년 11월 25일 ~ )는 미국의 배우이다.